# 篠目駅
篠目駅（しのめえき）は、山口県山口市阿東篠目字細野にある、西日本旅客鉄道（JR西日本）山口線の駅である。

## 歴史
- 1917年（大正6年）7月1日：鉄道院山口線山口駅 - 当駅間延伸時に終着駅として開設[1][2]。
- 1918年（大正7年）4月28日：山口線当駅 - 三谷駅間延伸[1]、途中駅となる[1]。
- 1971年（昭和46年）8月10日：貨物取扱廃止[2][3]。
- 1984年（昭和59年）2月1日：荷物扱い廃止[2]、無人駅化[4]。
- 1987年（昭和62年）4月1日：国鉄分割民営化に伴い、JR西日本に移管[2][5]。

## 駅構造
島式ホーム1面2線を有する列車交換可能な地上駅。下り線西側山口寄りに駅舎があり、駅舎とホーム間は構内踏切で連絡している。無人駅。

### のりば
| ホーム      | 路線    | 方向 | 行先             |
| ----------- | ------- | ---- | ---------------- |
| 反対側（1） | ■山口線 | 上り | 山口・新山口方面 |
| 駅舎側（2） | ■山口線 | 下り | 津和野・益田方面 |

※実際には上記ののりば番号は無い。上記番号は列車運転指令上の番線番号である。

### 給水塔
当駅では一際目を引くレンガ造りの「給水塔」が残っている。これは大正6年7月1日、山口線山口駅 - 当駅間延伸時に終着駅として開設した際、蒸気機関車への給水のために設置されたものである。殆どがディーゼル列車となり、「SLやまぐち号」も使用していないため、現在はポンプ機能等は備えていないがフォトスポットとなっている。

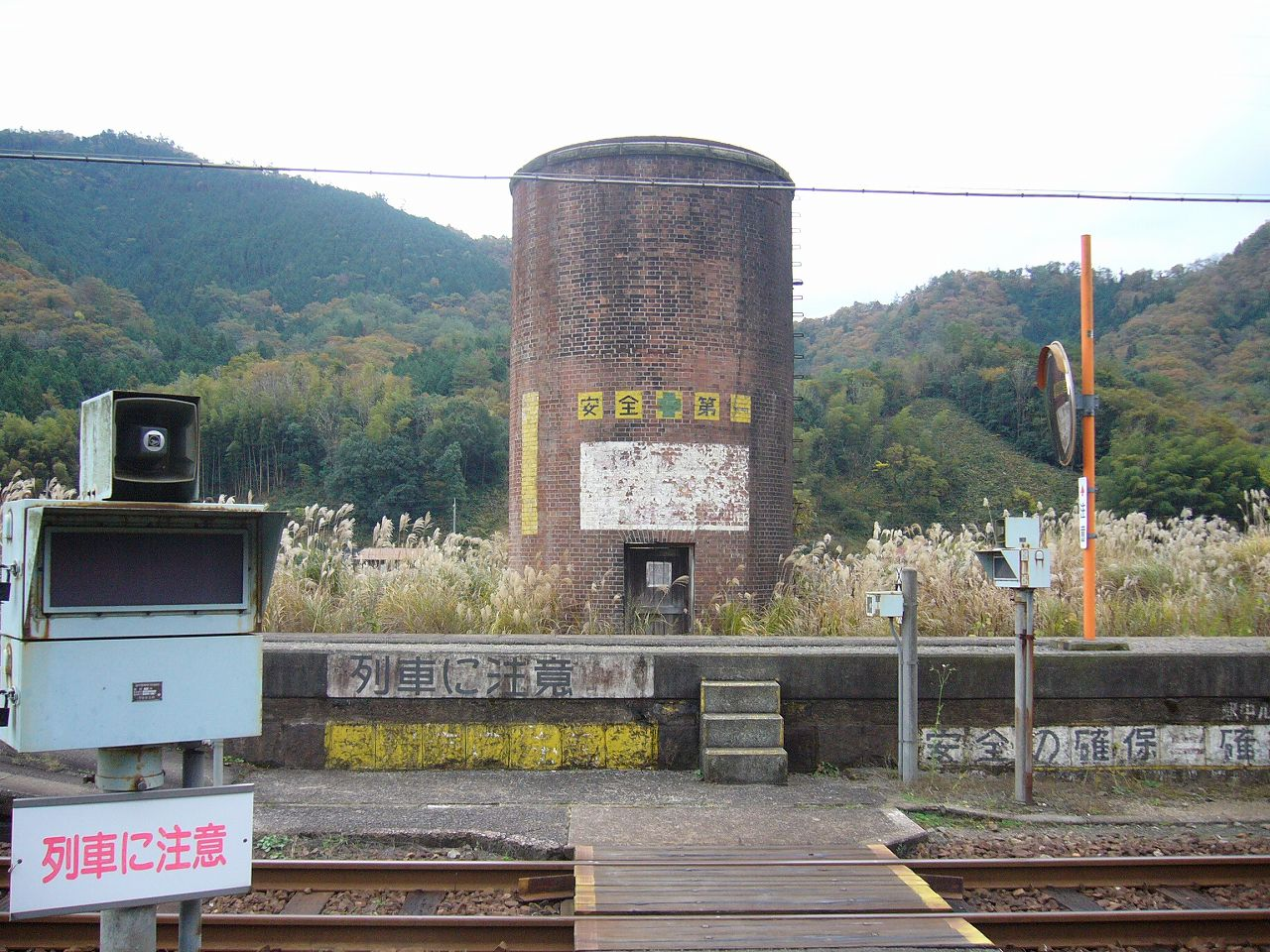
駅構内の給水塔（2006年11月）
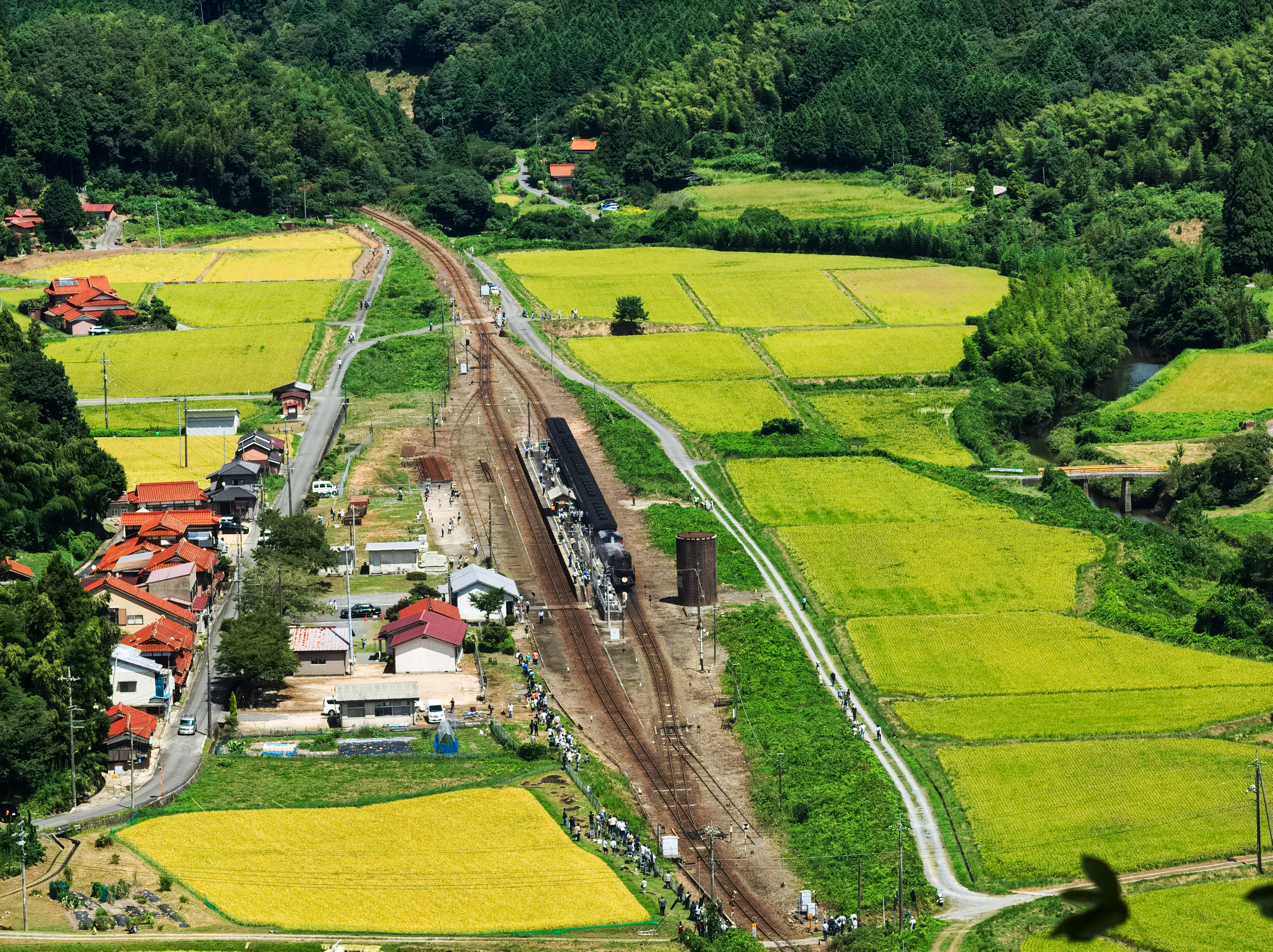
駅遠景（2017年9月）

## 利用状況
近年の1日平均乗車人員の推移は以下の通り。
| 乗車人員推移 | 乗車人員推移 |
| 年度         | 1日平均人数  |
| ------------ | ------------ |
| 1999         | 37           |
| 2000         |              |
| 2001         | 25           |
| 2002         | 25           |
| 2003         | 23           |
| 2004         | 20           |
| 2005         | 16           |
| 2006         | 13           |
| 2007         | 14           |
| 2008         | 12           |
| 2009         | 8            |
| 2010         | 9            |
| 2011         | 8            |
| 2012         | 9            |
| 2013         | 9            |
| 2014         | 11           |
| 2015         | 9            |
| 2016         | 13           |
| 2017         | 14           |
| 2018         | 10           |
| 2019         | 7            |
| 2020         | 5            |
| 2021         | 5            |
| 2022         | 4            |

## 駅周辺
阿東地区南西端近くの山間部に位置しており、駅前は小集落となっている。駅北東約600mの山口線沿いに阿東町立篠目小学校があったが、1999年度限りで廃校となった。駅の西側約1kmの場所を国道9号が通っている。
- 山口県道310号迫田篠目停車場線
- 山口市阿東生活バス「篠目駅前」停留所：徳佐篠生線が経由する。平日水・金に1往復のみの運行（※篠目駅前から乗車する場合は要予約）

## その他
- 2004年にTBS系列で放送されたテレビドラマ『砂の器』の撮影に亀嵩駅として当駅が使用された。
- 2009年夏の青春18きっぷポスターに掲載された[7]。

## 隣の駅
※臨時快速「SLやまぐち号」の隣の停車駅は列車記事を参照。
西日本旅客鉄道（JR西日本）
■山口線
仁保駅 - 篠目駅 - 長門峡駅